# Tiszagyulaháza
Tiszagyulaháza község Hajdú-Bihar vármegyében, a Hajdúnánási járásban.

## Fekvése
Tiszagyulaháza Hajdú-Bihar vármegye legészakibb fekvésű települése, három vármegye határa találkozásánál helyezkedik el. Domborzata ártéri szintű síkság, kis lejtéssel a Tisza irányába. Talajtakarója jellemzője túlnyomóan réti talaj, helyenként szikes. A Tisza a falu nyugati szélénél folyik, kisebb vízfolyás a Király-ér.
A közvetlenül határos települések: észak felől Tiszadob, délkelet felől Újtikos, dél felől Polgár, nyugat felől pedig Tiszaújváros.

### Megközelítése
Csak közúton érhető el, Tiszadob vagy Újtikos érintésével, a 3637-es úton.
A hazai vasútvonalak közül a Ohat-Pusztakócs–Görögszállás-vasútvonal érinti, de annak nincs megállási pontja a határai között; 2009 óta ráadásul a személyszállítás is szünetel a vonalon.

## Története
A Közép-Tisza mentén terjeszkedő Andrássy-birtok egyik majorsági központja volt. A tiszadobi grófi birtok majorsági központja közigazgatásilag Tiszaszederkény (ma Tiszaújváros) községhez tartozott. A századfordulóra az állandóan Pusztagyulaházán lakó cselédség száma egyre nőtt. Az új község alapjait a tömegesen Pusztagyulaházára költöző polgáriak vették meg. "1903-ban például 54 polgári család költözött Gyulaháza tanyára". De költöztek ide a közeli, sőt, még a távolabbi településekről is. Tiszagyulaháza telepes község 1908-ban jött létre. Kialakításához a szederkényi grófi birtokból leválasztott területet Polgár határából elvett területtel is kiegészítették. Az iskolai oktatás 1905-ben indult meg. A településen 1910. évi népszámlálás szerint 493 fő élt. A mezőcsáti járáshoz tartozott. Az 1920-as statisztikai adatok szerint Tiszagyulaháza kisközség Borsod vármegyében, a mezőcsáti járásban, 581 fő magyar lakossal. 1946-ban a Szabolcs vármegyei Alsó Dadai járáshoz csatolták, majd Tikos községgel körjegyzőséget hozott létre. 1950-től Hajdú-Bihar megyéhez csatolták, majd a Polgári járáshoz tartozott. A lakosság mezőgazdasággal foglalkozott, s az 1959 évi kollektivizálás idején a Búzakalász és Rákóczi Tsz alakult a faluban. Fokozatosan kiépültek azok a legfontosabb közintézmények, létesítmények, mely a 800 főnyi lakosság ellátásához szükségesek. 1950 és 1970 között önálló község volt a polgári járásban, majd 1990-ig a debreceni járáshoz tartozott, mint Polgár társközsége, a faluban az ügyeket több mint 20 éven át tanácsi ügyintéző végezte.
A rendszerváltás után 1991-ben lett újra önálló a község demokratikusan választott önkormányzattal és Folyás községgel közösen választott körjegyzővel.

## Közélete

### Polgármesterei
| Időszak   | Név             | Jelölő szervezet(ek) | Megjegyzés                        |
| --------- | --------------- | -------------------- | --------------------------------- |
| 1990–1994 | Katona Ferencné | független            |                                   |
| 1994–1998 | Kapus József    | független            |                                   |
| 1998–2002 | Kapus József    | független            |                                   |
| 2002–2005 | Kapus József    | független            | hivataláról lemondott             |
| 2005–2006 | Mikó Zoltán     | független            | Időközi választás 2005. május 22. |
| 2006–2010 | Mikó Zoltán     | független            |                                   |
| 2010–2014 | Mikó Zoltán     | független            |                                   |
| 2014–2019 | Mikó Zoltán     | független            |                                   |
| 2019–2024 | Mikó Zoltán     | független            |                                   |
| 2024–     | Herbák József   | független            |                                   |

## Népesség
A település népességének változása:
| Lakosok száma | 726  | 710  | 724  | 666  | 695  | 681  | 675  |
|               | 2013 | 2014 | 2015 | 2021 | 2022 | 2023 | 2024 |

2001-ben a település lakosságának 97%-a magyar, 2%-a német, 1%-a cigány nemzetiségűnek vallotta magát.
A 2011-es népszámlálás során a lakosok 91%-a magyarnak, 1,7% cigánynak, 1,5% németnek, 0,3% románnak mondta magát (8,8% nem nyilatkozott; a kettős identitások miatt a végösszeg nagyobb lehet 100%-nál). A vallási megoszlás a következő volt: római katolikus 39,8%, református 9,4%, görögkatolikus 1,1%, felekezeten kívüli 29,8% (19,1% nem válaszolt).
2022-ben a lakosság 91,4%-a vallotta magát magyarnak, 1,6% cigánynak, 0,4% németnek, 0,4% románnak, 0,1% ukránnak, 0,1% szlovénnek, 0,9% egyéb, nem hazai nemzetiségűnek (8,6% nem nyilatkozott; a kettős identitások miatt a végösszeg nagyobb lehet 100%-nál). Vallásuk szerint 9,8% volt református, 24,6% római katolikus, 1,4% görög katolikus, 0,4% egyéb keresztény, 0,3% egyéb katolikus, 0,1% evangélikus, 18,4% felekezeten kívüli (44,9% nem válaszolt).

## Nevezetességei
- Gólyatér[15]

## Külső hivatkozások
- Tiszagyulaháza az utazom.com honlapján